# Hermann Achmüller
Hermann Achmüller (Bruneck, 17 februari 1971) is een Italiaanse langeafstandsloper, die is gespecialiseerd in de marathon. Hij is een van de succesvolste atleten uit Zuid-Tirol.

## Loopbaan
Achmüller werd bekend om zijn werk als haas voor de eliteloopsters op de marathon van Berlijn in 2001. Toen wist hij Naoko Takahashi aan het vrouwenwereldrecord (2:19.46) te helpen en in 2004 Yoko Shibui aan het Japanse record (2:19.41).
In 2005 won Hermann Achmüller de marathon van München, nadat hij het jaar ervoor zijn landgenoot en overwinnaar Reinhard Harasser had gehaasd. In 2006 won hij bij de marathon van Wenen de wedstrijd over de halve marathon. Hij liep ook een aantal extreme wedstrijden, zoals minimaal vijfmaal de marathon van Interlaken, waarbij hij tweemaal op het podium eindigde en in 2014 werd hij 23e op het WK 100 km in Doha. Zijn snelste tijd op de 100 km realiseerde hij in 2013 bij de Del Passatore in Faenza met een tijd van 6:58.01.

## Persoonlijke records
| Onderdeel      | Prestatie | Datum             | Plaats         |
| -------------- | --------- | ----------------- | -------------- |
| 10 km          | 33.36     | 6 oktober 2007    | Trento         |
| halve marathon | 1:05.39   | 14 maart 2004     | Pieve di Cento |
| marathon       | 2:18.56   | 17 april 2005     | Londen         |
| 100 km         | 6:54.50   | 12 september 2015 | Winschoten     |

## Palmares

### halve marathon
- 1998:  halve marathon van Klagenfurt - 1:10.39
- 2000:  halve marathon van Egna - 1:08.41
- 2002: 5e halve marathon van Pieve Di Cento - 1:06.28
- 2002: 5e halve marathon van Krems an der Donau - 1:06.05
- 2004:  halve marathon van Pieve di Cento - 1:05.39
- 2005:  halve marathon van Wenen - 1:12.28
- 2006: 4e halve marathon van Lago di Caldaro - 1:09.44,0
- 2006:  halve marathon van Wenen - 1:07.57
- 2006:  halve marathon van Bronzolo - 1:08.47,3
- 2007: 5e halve marathon van Frangarto - 1:12.09,7
- 2008: 5e halve marathon van Pieve di Cento - 1:05.40
- 2009:  halve marathon van Silian - 1:11.09
- 2010:  halve marathon van Lago di Caldaro - 1:09.43
- 2010: 4e halve marathon van Bronzolo - 1:10.31,4
- 2013:  halve marathon van Turijn - 1:12.32
- 2015: 5e halve marathon van Caldaro - 1:13.05

### 30 km
- 2007: 4e Cortina-Dobbiaco - 1:46.10
- 2008: 4e Cortina-Dobbiaco - 1:44.27
- 2009:  Cortina-Dobbiaco - 1:43.36
- 2011: 5e Cortina-Dobbiaco - 1:43.22
- 2014:  Italia Memorial Enzo Ferrari - 2:08.53

### marathon
- 1998: 8e marathon van Bolzano - 2:29.40
- 2000: 26e marathon van Berlijn - 2:22.45
- 2001: 36e marathon van Berlijn - 2:19.52
- 2002: 5e marathon van Bolzano - 2:20.47
- 2002: 28e Chicago Marathon - 2:21.05
- 2003: 19e marathon van Hamburg - 2:24.42
- 2003: 39e marathon van Berlijn - 2:23.50
- 2003:  marathon van München - 2:22.39
- 2004:  marathon van Egna - 2:19.26,3
- 2004: 32e marathon van Berlijn - 2:19.46
- 2004: 9e marathon van München - 2:32.12
- 2004: 33e New York City Marathon - 2:28.18
- 2005: 24e marathon van Londen - 2:18.56
- 2005: 25e marathon van Berlijn - 2:21.40
- 2005:  marathon van München - 2:24.28
- 2005: 39e New York City Marathon - 2:29.47
- 2006: 23e marathon van Hamburg - 2:22.23
- 2006: 23e marathon van Berlijn - 2:27.32
- 2006: 27e New York City Marathon - 2:24.32
- 2007: 11e marathon van Carpi - 2:20.12
- 2007: 19e marathon Rotterdam - 2:26.36,1
- 2007:  marathon van Interlaken - 2:58.35,1
- 2007: 23e New York City Marathon - 2:29.23
- 2008: 8e marathon van Treviso - 2:19.50
- 2008:  marathon van Sommacampagna - 2:37.50
- 2008:  Jungfrau Marathon - 3:03.18,6
- 2008: 17e marathon van Berlijn - 2:19.45
- 2008: 38e New York City Marathon - 2:28.28
- 2009: 4e marathon van Interlaken - 3:02.26,2
- 2009: 4e marathon van Treviso - 2:21.24
- 2009: 34e New York City Marathon - 2:26.14
- 2010: 5e marathon van Treviso - 2:18.59
- 2010: 21e marathon van Wenen - 2:34.13
- 2010:  marathon van München - 2:23.46
- 2010:  marathon van Plosehütte - 3:37.04,7
- 2010: 5e marathon van Interlaken - 3:05.40,4
- 2010:  Kronplatzrun in Bruneck - 2:10.44,8
- 2010: 29e New York City Marathon - 2:26.52
- 2011:  marathon van Plosehütte - 3:35.40
- 2011: 10e marathon van Interlaken - 3:14.14,2
- 2011: 37e Boston Marathon - 2:24.39
- 2011:  marathon van Carmel - 2:34.17
- 2011: 826?e marathon van Berlijn - 3:18.47
- 2011: 8e marathon van München - 2:38.05
- 2011: 25e New York City Marathon - 2:27.06
- 2012: 42e marathon van Londen - 2:27.16
- 2012: 34e marathon van Berlijn - 2:26.54
- 2012:  marathon van Plosehütte - 3:41.13
- 2013: 4e marathon van Treviso - 2:27.38
- 2013: 54e Boston Marathon - 2:27.53
- 2013: 6e marathon van Carmel - 2:34.52
- 2013: 40e marathon van Berlijn - 2:24.56
- 2013: 66e New York City Marathon - 2:37.28
- 2014: 55e marathon van Tokio - 2:27.23
- 2014:  marathon van Brescia - 2:25.46
- 2014: 68e Boston Marathon - 2:28.59
- 2014: 44e marathon van Berlijn - 2:26.39
- 2014: 56e New York City Marathon - 2:34.08

### 100 km
- 2013:  Del Passatore in Faenza - 6:58.01
- 2014:  Del Passatore in Faenza - 7:08.40
- 2014: 23e WK in Doha - 7:15.00
- 2015: 14e Run Winschoten - 6:54.50